# The Hunger Games: Songs from District 12 and Beyond
The Hunger Games: Songs from District 12 and Beyond — официальный саундтрек фильма 2012 года Голодные игры. Музыку к фильму сочинил композитор Джеймс Ньютон Ховард, однако диск состоит из песен различных исполнителей и групп, написанных под влиянием фильма, но в большинстве своём не звучащих в нём. Композиция «Safe & Sound», исполненная Тейлор Свифт и The Civil Wars стала промосинглом саундтрека. Песня «Eyes Open», также исполненная Тейлор Свифт, была издана в виде сингла 27 марта 2012 года. The Hunger Games: Songs from District 12 and Beyond дебютировал на 1 месте хит-парада Billboard 200, а также вошёл в хит-парады музыкальных альбомов Великобритании, Австралии, Ирландии и других стран.

## Информация об альбоме
Саундтрек The Hunger Games: Songs from District 12 and Beyond был выпущен 20 марта 2012 года. Список композиций был объявлен на iTunes ещё до начала продаж 13 февраля 2012. 14 февраля на iTunes стартовали продажи промосингла «One Engine» группы The Decemberists. В качестве бонус-трека на сингле присутствовала композиция Стинга «Deep in the Meadow (Lullaby)».
Саундтрек дебютировал на 1 месте хит-парада Billboard 200; за первую неделю после выхода диска было продано 175 тысяч копий альбома. На следующей неделе было продано более 100 тысяч цифровых копий альбома, в результате чего он стал самым продаваемым саундтреком (за недельный период) в цифровом формате за всю историю цифровых продаж. 27 апреля 2012 года Американская ассоциация звукозаписывающих компаний по итогам продаж присудила ему статус Золотого альбома.

## Номинации на Грэмми и Золотой Глобус
Песни «Abraham’s Daughter» группы Arcade Fire и «Safe & Sound» Тейлор Свифт и The Civil Wars были номинированы на премию «Грэмми» 2013 года; обе — в категории Лучшая песня, написанная для кино, телевидения или другого визуального представления, вторая также в категории Лучшее кантри исполнение дуэтом или группой. «Safe & Sound» также была номинирована на премию «Золотой глобус» за лучшую песню.

## Список композиций
| №                   | Название                       | Исполнитель                                              | Длительность |
| ------------------- | ------------------------------ | -------------------------------------------------------- | ------------ |
| 1.                  | «Abraham's Daughter»           | Arcade Fire                                              | 3:22         |
| 2.                  | «Tomorrow Will Be Kinder»      | The Secret Sisters                                       | 3:25         |
| 3.                  | «Nothing to Remember»          | Neko Case                                                | 2:58         |
| 4.                  | «Safe & Sound»                 | Taylor Swift featuring The Civil Wars                    | 4:00         |
| 5.                  | «The Ruler and the Killer»     | Kid Cudi                                                 | 4:33         |
| 6.                  | «Dark Days» (Не вошла в фильм) | Punch Brothers                                           | 3:53         |
| 7.                  | «One Engine»                   | The Decemberists                                         | 3:01         |
| 8.                  | «Daughter's Lament»            | Carolina Chocolate Drops                                 | 2:46         |
| 9.                  | «Kingdom Come»                 | The Civil Wars                                           | 3:42         |
| 10.                 | «Take the Heartland»           | Glen Hansard                                             | 2:45         |
| 11.                 | «Come Away to the Water»       | Maroon 5 featuring Rozzi Crane (written by Glen Hansard) | 5:13         |
| 12.                 | «Run Daddy Run»                | Miranda Lambert featuring Pistol Annies                  | 2:45         |
| 13.                 | «Rules» (Не вошла в фильм)     | Jayme Dee                                                | 3:27         |
| 14.                 | «Eyes Open»                    | Taylor Swift                                             | 4:04         |
| 15.                 | «Lover Is Childlike»           | The Low Anthem                                           | 4:15         |
| 16.                 | «Just a Game»                  | Birdy                                                    | 4:01         |
| Общая длительность: | Общая длительность:            | Общая длительность:                                      | 60:18        |

## Чарты и сертификации
| Чарт (2012)               | Наивысшая позиция |
| ------------------------- | ----------------- |
| Австралия                 | 14                |
| Австрия                   | 61                |
| Бельгия (Фландрия)        | 62                |
| Бельгия (Валлония)        | 91                |
| Канада                    | 5                 |
| Франция                   | 168               |
| Ирландия (сборники)       | 4                 |
| Мексика                   | 60                |
| Норвегия                  | 32                |
| Новая Зеландия            | 13                |
| Великобритания (сборники) | 16                |
| США Billboard 200         | 1                 |

| Страна | Статус  |
| ------ | ------- |
| США    | Золотой |